# Jan Kulczyk
Jan Jerzy Kulczyk (Bydgoszcz, Polonia, 24 de junio de 1950 — Viena, Austria, 29 de julio de 2015) fue un empresario polaco.
Era presidente y propietario del conglomerado Kulczyk Holding S.A.. Kulczyk fue presidente fundador de la Cámara de industria y comercio polaco-alemana y desde 2004 su presidente de honor.
Según el diario Wprost en 2003 tenía un patrimonio estimado de 12,5 miles de millones de złoty (aprox. 2,5 miles de millones de euros), que se vieron reducidos a 5,9 miles de millones de Złoty en 2009, aprox. 1,5 miles de millones de euros. Según la publicación Zygmunt Solorz-Żak era la persona más rica en Polonia.

## Patrimonio
Estaba presente en los sectores de gas y petróleo, energía, infraestructuras, inmobiliario y cervecero. Kulczyk Investments contaba con un 13,2% de la compañía Aurelian Oil&Gas (compañía argeliana), un 39% de Loon Energy Corporation (presente en Colombia y Perú), un 68% de Kulczyk Oil Ventures (Brunéi, Siria, Eslovenia y Pakistán), así como un 7,49% en Ophir Energy (África). 
En 2009 cambió su participación del 28% en Kompania Piwowarska, cervecera polaca con el 42% del mercado polaco por el 3,8% de SABMiller Plc, segundo fabricante del mundo de cerveza. A través de subsidiarias controlaba el 24% de la autopista Autostrada Wielkopolska y el 40% de Autostrada Wielkopolska II, compañías constructoras y concesionarias de autopistas en el oeste de Polonia. Sus compañías son líderes en importación y concesionarios de marcas de automóviles como Škoda, VW, Audi y Porsche en Polonia. En 2009 Kulczyk Investments adquirió el 90% de Chemikals, una compañía que opera y controla un terminal de transporte en la frontera con Kaliningrado.
En 2010 creó el Instituto CEED, una incubadora de pensamiento y desarrollo que promueve los países de Europa Central y del Este.
En marzo de 2014, estableció el Consejo de Inversores Polacos en África, que incluía representantes de las empresas polacas más importantes que invierten en este continente: Kulczyk Investments, Polpharma, Grupa Azoty, Krezus, Ursus y Lubawa.
Murió el 29 de julio de 2015 en Viena en Allgemeines Krankenhaus der Stadt Wien como consecuencia de complicaciones tras una cirugía cardiológica.